# Мар-дель-Плата (шаховий турнір)
Мар-дель-Плата має багату історію шахових турнірів, включаючи міжнародні турніри та опени. 
Також є щорічний міський турнір, який уперше відбувся 1946 року.
Міжнародний турнір вперше відбувся 1928 року, але лише від 1941 до 1970 року він був по справжньому міжнародним, з міцною репутацією. 
Після 1970 року відбулось лише сім міжнародних турнірів. Турніри 1951, 1954, 1969 і 2001 років були зональними.
Також у Мар-дель-Плата відбувся один зональний турнір серед жінок, 1969 року, в якому перемогу святкувала бразилійка Рут Кардосо, а друге місце посіла Сільвія Кот з Аргентини.
1967 року відбувся перший відкритий турнір (опен), а 1969-го він став щорічним. 
Дебютний варіант Мар-дель-Плата в староіндійському захисті (1. d4 Nf6 2. c4 g6 3. Nc3 Bg7 4. e4 d6 5. Nf3 0–0 6. Be2 e5 7. 0–0 Nc6 8. d5 Ne7) дістав свою назву на честь гри, яка відбулась під час 16-го міжнародного турніру 1953 року між Мігелем Найдорфом
і Светозаром Глігоричем.

## Міжнародний шаховий турнір Мар-дель-Плата
| #  | Рік  | Переможець                                               |
| -- | ---- | -------------------------------------------------------- |
| 1  | 1928 | Роберто Ґрау (Аргентина)                                 |
| 2  | 1934 | Аарон Шварцман (Аргентина)                               |
| 3  | 1936 | Ісаяс Плесі (Аргентина)                                  |
| 4  | 1941 | Гідеон Штальберг (Швеція)                                |
| 5  | 1942 | Мігель Найдорф (Аргентина)                               |
| 6  | 1943 | Мігель Найдорф (Аргентина)                               |
| 7  | 1944 | Герман Пільник (Аргентина) Мігель Найдорф (Аргентина)    |
| 8  | 1945 | Мігель Найдорф (Аргентина)                               |
| 9  | 1946 | Мігель Найдорф (Аргентина)                               |
| 10 | 1947 | Мігель Найдорф (Аргентина)                               |
| 11 | 1948 | Еріх Елісказес (Аргентина)                               |
| 12 | 1949 | Ектор Россетто (Аргентина)                               |
| 13 | 1950 | Светозар Глігорич (Югославія)                            |
| 14 | 1951 | Хуліо Болбочан (Аргентина) Еріх Елісказес (Аргентина)    |
| 15 | 1952 | Ектор Россетто (Аргентина) Хуліо Болбочан (Аргентина)    |
| 16 | 1953 | Светозар Глігорич (Югославія)                            |
| 17 | 1954 | Оскар Панно (Аргентина)                                  |
| 18 | 1955 | Борислав Івков (Югославія)                               |
| 19 | 1956 | Хуліо Болбочан (Аргентина) Мігель Найдорф (Аргентина)    |
| 20 | 1957 | Пауль Керес (СРСР)                                       |
| 21 | 1958 | Бент Ларсен (Данія)                                      |
| 22 | 1959 | Людек Пахман (Чехословаччина) Мігель Найдорф (Аргентина) |
| 23 | 1960 | Борис Спаський (СРСР) Боббі Фішер (США)                  |
| 24 | 1961 | Мігель Найдорф (Аргентина)                               |
| 25 | 1962 | Лев Полугаєвський (СРСР)                                 |
| 26 | 1965 | Мігель Найдорф (Аргентина)                               |
| 27 | 1966 | Василь Смислов (СРСР)                                    |
| 28 | 1969 | Оскар Панно (Аргентина) Мігель Найдорф (Аргентина)       |
| 29 | 1971 | Лев Полугаєвський (СРСР)                                 |
| 30 | 1976 | Рауль Сангінетті (Аргентина) Віктор Бронд (Аргентина)    |
| 31 | 1982 | Ян Тімман (Нідерланди)                                   |
| 32 | 1989 | Марсело Темпоне (Аргентина)                              |
| 33 | 1990 | Маріно Алехандро Кід (Аргентина)                         |
| 34 | 1997 | Фернандо Брага (Італія)                                  |
| 35 | 2001 | Факундо П'єррот (Аргентина) Рубен Фельгаєр (Аргентина)   |

## Шаховий турнір Мар-дель-Плата опен
| #  | Рік  | Переможець                                              |
| -- | ---- | ------------------------------------------------------- |
| 1  | 1967 | Мігель Найдорф (Аргентина)                              |
| 2  | 1969 | Рене Летельє (Чилі)                                     |
| 3  | 1970 | Лотар Шмід (Німеччина)                                  |
| 4  | 1971 | Рауль Окампо (Аргентина)                                |
| 5  | 1972 | Хорхе Рубінетті (Аргентина)                             |
| 6  | 1973 | Лотар Шмід (Німеччина)                                  |
| 7  | 1974 | Мігель Найдорф (Аргентина)                              |
| 8  | 1975 | Хайме Емма (Аргентина)                                  |
| 9  | 1976 | Альдо Сейдлер (Аргентина)                               |
| 10 | 1977 | Рікардо Полеші (Аргентина)                              |
| 11 | 1978 | Альдо Сейдлер (Аргентина)                               |
| 12 | 1979 | Мігель Найдорф (Аргентина)                              |
| 13 | 1980 | Карлос Лаго (Аргентина)                                 |
| 14 | 1983 | Луїс Бронштейн (Аргентина)                              |
| 15 | 1984 | Марсело Темпоне (Аргентина)                             |
| 16 | 1985 | Хорхе Рубінетті (Аргентина)                             |
| 17 | 1986 | Оскар Панно (Аргентина)                                 |
| 18 | 1987 | Роберто Сифуентес (Чилі)                                |
| 19 | 1988 | Оскар Панно (Аргентина)                                 |
| 20 | 1989 | Пабло Зарніцкі (Аргентина)                              |
| 21 | 1990 | Роберто Сифуентес (Чилі)                                |
| 22 | 1991 | Марсело Темпоне (Аргентина)                             |
| 23 | 1992 | Серхіо Г'ярделлі (Аргентина)                            |
| 24 | 1993 | Бент Ларсен (Данія) Хуліо Ернесто Гранда Суньїга (Перу) |
| 25 | 1994 | Оскар Панно (Аргентина)                                 |
| 26 | 1995 | Серхіо Сліпак (Аргентина)                               |
| 27 | 1996 | Фабіан Флоріто (Аргентина)                              |
| 28 | 1997 | Фернандо Брага (Italy)                                  |
| 29 | 1998 | Альфредо Г'яцціо (Аргентина)                            |
| 30 | 1999 | Серхіо Сліпак (Аргентина)                               |
| 31 | 2000 | Мартін Лаболліта (Аргентина)                            |
| 32 | 2001 | Серхіо Сліпак (Аргентина)                               |
| 33 | 2002 | Фабіан Фйоріто (Аргентина)                              |
| 34 | 2003 | Суат Аталик (Боснія і Герцеговина)                      |
| 35 | 2004 | Пабло Лафуенте (Аргентина)                              |
| 36 | 2005 | Хосе Ф. Кубас (Парагвай)                                |
| 37 | 2006 | Дієго Флорес (Аргентина)                                |
| 38 | 2007 | Андрес Родрігес (Uruguay)                               |